# Споменик природе Кањон Белог Дрима код Шфањског моста
Споменик природе „Кањон Белог Дрима код Шфањског моста“ се налази на средњем току реке, обухвата делове општина Ораховац и Ђаковица, на Косову и Метохији. За заштићено подручје због хидрогеоморфолошких вредности проглашен је 1986. године као споменик природе.
Кањон је морфо-хидролошки феномен са генетским визуелним и едукативним вредностима. Кањон је формиран у периоду постлакустричног периода неогенског језера. Међутим, интензитет реза и продубљивања кањона епигеније је условљен и од процеса каснијих тектонских кретања. Клисура има типичне карактеристике кањона и развио се у угљенске формације горњег кречњака.

## Решење - акт о оснивању
Решење СО Ораховац, Веће удруженог рада и месних заједница, 01 бр. 352-13 од 9. априла 1986. Решење о стављању под заштиту Кањона белог Дрима код Шфањског моста као природног споменика, 01 бр. 011-10 од 5. марта 1986. - СО Ђаковица. Службени лист САПК бр. 27/86